# Macaca maura
Macaca maura (Макака чорний) — вид приматів з роду Макака (Macaca) родини Мавпові (Cercopithecidae).

## Опис
Хутро переважно темно-коричневе або темно-сіре, задня частина крупа може бути світло-сірою. Тварини досягають довжини голови й тіла 60—70 сантиметрів, хвіст — короткий цурпалок. Самці можуть важити до 10 кг, самиці значно легші.

## Поширення
Цей вид зустрічається тільки на південному заході півострова Селатан острова Сулавесі Індонезія. На півночі ареалу цей вид зустрічається в тропічних лісах, а також листяних лісах і карстових островах, в той час як у південних районах має тенденцію зустрічатись у мозаїці лісу з луками, що ймовірно пов'язано в першу чергу з наявністю місць проживання. Зустрічається нижче 2000 м.

## Поведінка
Це денна і плодоїдна тварина, але також споживає листя і членистоногих. Вони утворюють групи 5—25 тварин, які складаються з кількох самців і самиць, а також спільного потомства.

## Життєвий цикл
Самиці народжують вперше в 6—7 років, й інтервали між дітонародженнями в середньому 32 місяці. Після приблизно 160—186-денного періоду вагітності, самиця народжує зазвичай одне дитинча. Воно годується молоком 6—12 місяців і досягає статевої зрілості в 2—4 роки. Середня тривалість життя може бути до 28 років.

## Загрози та охорона
Основна загроза — це порушення середовища проживання і фрагментація. Місцеві жителі часто тримають M. maura як домашніх тварин, загрожуючи їх чисельності.
Цей вид включений у Додаток II СІТЕС. Відомо, що проживає в 4 охоронних територіях: Bantimurung National Park, Bulu Saraung National Park, Hasanuddin National Park, Karaenta Nature Reserve. Однак загальна територія, що охороняється, тільки 87 км2.